# 사모관대
사모관대(紗帽冠帶)는 조선시대 문무백관이 평상시 집무할 때 입는 옷이다. 신라시대부터 당나라 관복을 모방하여 관복으로 사용하였다. 사모를 쓰고 단령포를 입었으며, 네모진 흉배를 가슴과 등에 붙였다. 허리띠는 조복의 대와 같고 흰색 버선에 협금화를 신었다. 지금은 결혼식 폐백을 드릴 때나 전통혼례를 할 때 신랑이 입는다.